# 1500
1500. је била преступна година.

## Догађаји

### Април
- 22. април — Португалски морепловац Педро Алварес Кабрал на путу за Индију открио Бразил.

## Рођења

### Јануар
- Википедија:Непознат датум — Људевит Пасковић, српско црногорски књижевник. († 1551)
- Википедија:Непознат датум — Рокселана, супруга султана Сулејмана I († 1558)